# Чжу Де
Чжу Де (спрощ.: 朱德; піньїнь: Zhū Dé; 1 грудня 1886 — 6 липня 1976) — китайський військовий, державний і політичний діяч, лідер китайської революції 1930-1940-х років. Чжу Де був одним з найближчих соратників Мао Цзедуна. Маршал (1955).

## Життєпис
Народився в селянській родині, хоч деякі історики стверджують, що він був сином заможного поміщика. 1905 року Чжу Де виїхав до Шуньціна, де навчався у школі. Від 1907 до 1908 року здобував освіту у фізкультурному училищі в Ченду, після чого, повернувшись до рідного повіту, став учителем фізкультури. Однак невдовзі через свої погляди Чжу Де знову був змушений залишити дім.
Ще згодом у Куньміні він вступив до лав армії, кілька місяців прослужив ротним писарем, а потім вступив до Юньнаньського військового училища. Там він захопився ідеями Сунь Ятсена. Наприкінці 1909 року вступив до лав Тунменхою. 1911 року після закінчення навчання отримав посаду командира взводу в частинах Юньнаньської армії.
Під час Синьхайської революції брав участь у штурмі резиденції генерал-губернатора, а також був серед тих, кого відрядили на допомогу революціонерам Сичуані.
У серпні 1912 року Чжу Де вступив до лав новоствореного Гоміндану. Восени того ж року викладав військову справу в альма-матер, а за рік був призначений на посаду командира батальйону, що відповідав за охорону кордону з В'єтнамом і боротьбу з місцевими бандитами. Його дії на тому посту принесли йому значну популярність. На початку 1916 року, бувши вже командиром полку, Чжу Де брав участь у боях проти прихильників нової монархії Юань Шикая. Згодом, під час боротьби між різними мілітаристськими кліками, Чжу Де командував бригадою в складі Юньнаньської армії. После невдалої спроби втрутитись у політичне життя й припинити міжусобну боротьбу за владу, його бригада зазнала значних втрат і була розформована навесні 1921 року. Впродовж року Чжу Де очолював поліційне управління в Куньміні, а потім вирішив вийти у відставку. 1922 року він залишив Юньнань і переїхав до Шанхая.
У Шанхаї Чжу Де намагався вступити до лав компартії, втім Чень Дусю відмовив йому, через те що Чжу Де впродовж тривалого часу командував мілітаристськими частинами. Пізніше в Німеччині Чжу Де познайомився з Чжоу Еньлаєм і в листопаді 1922 року вступив до лав КПК. 1925 року за активну участь у політичному житті китайських студентів був висланий з Німеччини, після чого виїхав до СРСР. Там він спочатку навчався в Комуністичному університеті трудящих Сходу. У травні 1926 року Чжу Де виїхав до Владивостока, а потім — до Шанхая.
На батьківщині Чжу Де став комісаром 20-го корпусу, сформованого Ян Сенем. Однак останній не схвалював те, що в результаті дій Чжу Де відбувалась «більшовизація» його частин, і в січні 1927 року Чжу Де отримав призначення в Ухань під приводом ознайомлення з досвідом роботи штабу НРА.
В Ухані Чжу Де продовжив проводити ідеологічне виховання військовиків, його зусилля були спрямовані на залучення курсантів до лав КПК.
На початку серпня 1927 року в Наньчані спалахнуло повстання. 5 серпня повстанська армія виступила на південь. Серед частин, що виступили в похід, була й 25-та дивізія під командуванням Чжу Де. Після кількох поразок Чжу Де запропонував вести в сільській місцевості партизанську війну. Після цього Чжу Де зумів захопити кілька повітових міст і збільшити чисельність своїх сил до десяти тисяч вояків, але зрештою був змушений відступити до гірського району на кордоні провінцій Хунань і Цзянсі — Цзінганшань, де об'єднався з загоном Мао Цзедуна. 4 травня 1928 року було створено 4-й корпус Червоної армії Китаю, командиром якої став Чжу Де, а пост комісара отримав Мао Цзедун.
28 серпня 1930 року Чжу Де став головнокомандувачем Червоної армії. Під його керівництвом було відбито чотири каральні походи Гоміндану. Через розбіжності в питаннях характеру ведення бойових дій у жовтні 1932 року Мао Цзедуна на посту політкомісара замінив Чжоу Еньлай.
1934 року під тиском військ Чан Кайші становище в Центральному районі стало критичним. Чжу Де розробив план прориву чотирьох укріплених ліній ворожого оточення, в результаті чого збройні сили КПК здійснили стратегічне перебазування на північний захід країни, що його надалі було названо «Великим походом».

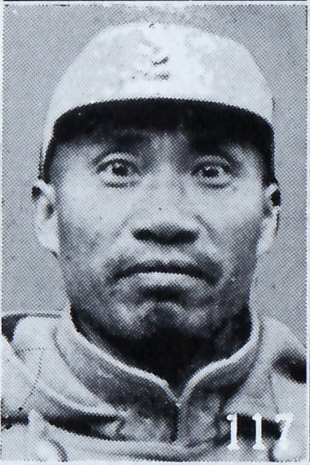
Портрет Чжу Де з японського альбому «Хто є хто в Китаї», 1941

1937 року, після початку війни з Японією й утворення єдиного фронту КПК та Гоміндану, комуністи погодились на включення своїх військ до складу Народно-революційної армії. 22 серпня 1937 року голова Військового комітету Національного уряду Чан Кайші видав наказ про переформування Червоної армії на 8-му армію Національно-революційної армії Китаю. Її командувачем був призначений Чжу Де, а його заступником — Пен Дехуай. 25 вересня війська під командуванням Чжу Де завдали удару японській бригаді в районі гірського проходу Пінсінгуань.
Під час боротьби проти Японії Чжу Де рішуче відстоював ідею єдиного фронту з Гомінданом замість автономної партизанської війни, за яку виступав Мао Цзедун, він відстоював тактику комбінованих операцій, тобто сполучення дій регулярних з'єднань і партизанських загонів у взаємодії з військовими частинами гомінданівського Національного уряду. Маючи величезний авторитет в армії, він упродовж тривалого часу обіймав найвищі командні посади, не втручаючись у внутрішньопартійне життя, управління яким перебрав у свої руки Мао Цзедун. Останнього подібний дуумвірат («Чжу — Мао») цілком влаштовував, однак із часом автократичному режиму Мао другий керівний центр в армії почав заважати — 12 квітня 1940 року Секретаріат ЦК КПК ухвалив рішення про відрядження Чжу Де з фронту для роботи в Яньані.
На початку 1940-х років Чжу Де перейшов на позиції прибічників Мао Цзедуна. Уже на VII з'їзді КПК 1945 року він приписав Мао всі успіхи партії в боротьбі проти Японії, провідну роль у розбудові збройних сил, підкреслив необхідність завжди додержуватись ідей лідера. Завдяки такій позиції Чжу Де на I пленумі ЦК КПК 7-го скликання його було обрано членом Політбюро й секретарем ЦК.
До роботи Секретаріату ЦК Чжу Де включився восени 1945 року, в той час, коли Мао Цзедун і Чжоу Еньлай проводили перемовини з Чан Кайші у Чунціні. Разом з ними Чжу Де брав участь у роботі Політичної консультативної конференції за участі представників Гоміндану й посередниками з американської сторони. Остання спроба уникнення конфронтації не виправдала поставлених перед собою цілей, і в червні 1946 року почався загальний наступ гомінданівських військ, що стало початком нового етапу громадянської війни. Саме тоді маршал, виявивши політичну інтуїцію, запропонував новий стратегічний курс: «розгортання на північ, оборони на південь». 100-те військове угрупування й 10 тисяч кадрових працівників, підготовлених до перекидання до Південного Китаю, за наполяганням Чжу Де, були відряджені до Маньчжурії для створення там військово-політичної й економічної бази партії у війні з Гомінданом. Окрім того, Чжу Де займався плануванням, підготовкою та здійсненням вирішальних битв тієї війни: Ляошеньської, Хуайхайської та Пекін-Тяньцзіньської. Під його керівництвом було успішно проведено форсування Янцзи, захоплено такі важливі міста Центрально-Південного Китаю, як Нанкін, Шанхай та Ухань.
Після утворення КНР 1 жовтня 1949 року Чжу Де знову отримав пост головнокомандувача Народно-визвольної армії Китаю (НВАК), а 19 жовтня став ще й заступником голови Народно-революційної військової ради. 1954 року Чжу Де був обраний заступником голови КНР. 1955 року, коли у НВАК було запроваджено військові звання, Чжу Де й дев'яти іншим воєначальникам надано звання маршала КНР, також його було нагороджено трьома найвищими орденами країни. На XX з'їзді КПРС Чжу Де очолював китайську делегацію.
Під час праці в уряді змінювалось ставлення Чжу Де до Мао Цзедуна. 1959 року після провалу «великого стрибка» Мао Цзедуну довелось піти з посту голови КНР, поступившись ним Лю Шаоці, а Чжу Де був обраний замість Лю Шаоці головою Постійного комітету Всекитайських зборів народних представників. На тій посаді Чжу Де відстоював реалістичний курс у керівництві економікою та соціальними процесами, виступав з різкою критикою суб'єктивізму, командного стилю, кампаній у боротьбі з «ухилами».
Під час Культурної революції, коли багато керівників партії та держави, в тому числі Лю Шаоці й Ден Сяопін, а також відомі воєначальники — Хе Лун, Чень Ї, Сюй Сянцянь, Не Жунчжень, Є Цзяньїн — зазнали переслідувань, Чжу Де не змовчав. У відповідь дружина Мао Цзедуна Цзян Цін інспірувала травлю Чжу Де хунвейбінами. 18 жовтня 1969 року, за вказівкою Лінь Бяо, Чжу Де серед інших діячів КПК був висланий з Пекіна. 83-річного полководця заслали до Гуандуна, до невеликого містечка Цунхуа, де він перебував під суворим наглядом до липня 1970 року. Повернення Чжу Де до Пекіна із заслання було пов'язано з невдоволенням з боку Мао Цзедуна прагненням Лінь Бяо зайняти вакантний пост голови КНР.
На 1-й сесії Всекитайських зборів народних представників 4-го скликання в січні 1975 року Чжу Де знову був обраний головою Постійного комітету ВЗНП, попри всі інтриги Цзян Цін. До останніх днів свого життя Чжу Де продовжував активно працювати й у лікарню ліг лише за кілька днів до своєї смерті. Помер Чжу Де близько 15-ї години 6 липня 1976 року у віці 90 років.